# Balijský hinduismus

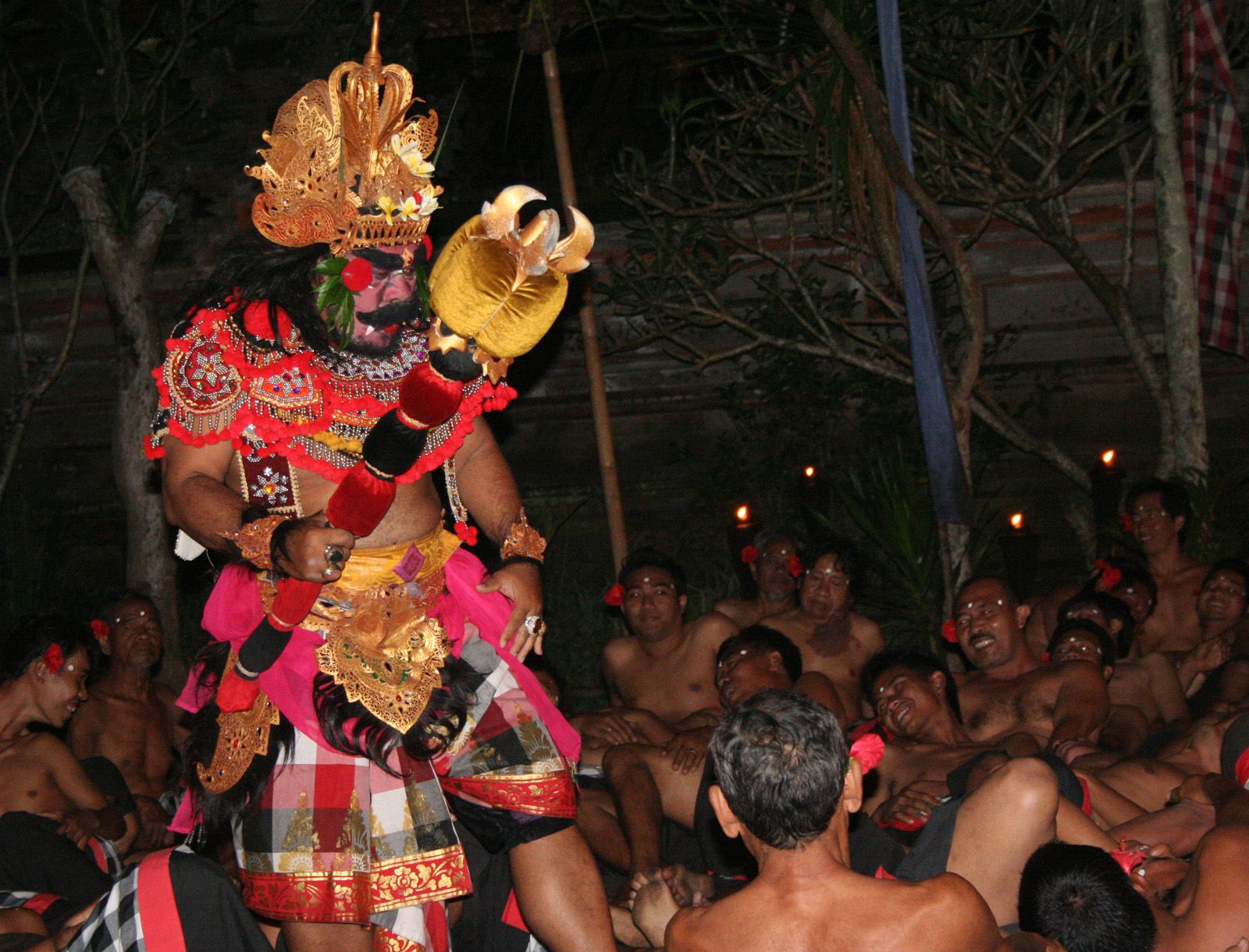
Balijský tanec vycházející z hinduistického eposu Rámájana

Balijský hinduismus  je hinduistické náboženství rozšířené na ostrově Bali, kde se převážná část obyvatel ostrova hlásí k tomuto vyznání (95 %). Balijský hinduismus – agama hindu Bali – se liší od indického, ale také uctívá trojici Šiva, Brahmá a Višnu. Uctívá i bohyni Durgu, bohyni moudrosti Sarasvatí, boha Slunce a další. Balijský hinduismus je silně ovlivněn buddhismem. Pro místní obyvatelstvo je tradiční hinduistická víra s jejími všudypřítomnými bohy nedílnou součástí života. Tím se vysvětluje obdivuhodný počet zdejších chrámů, údajně až sto tisíc. 

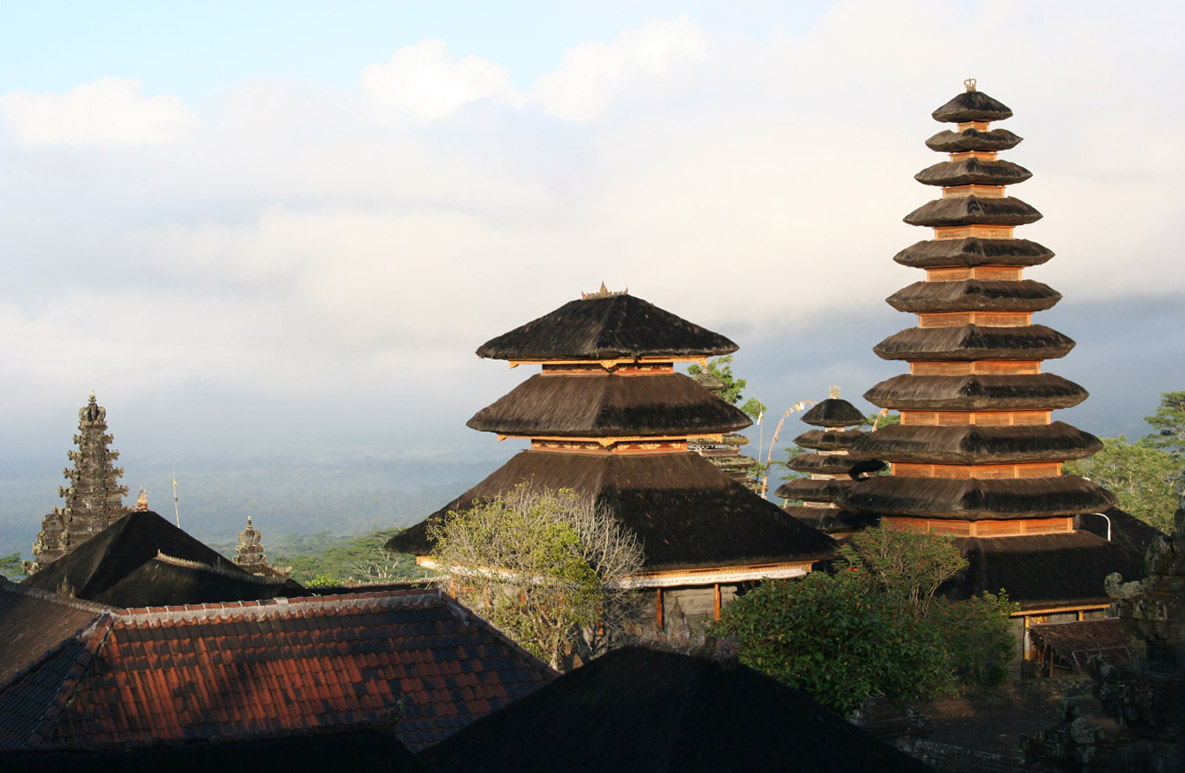
Pura Besakih, Bali

Hinduistické chrámy jsou roztroušené na různých místech, na terasách rýžových polích, na hřbitovech, uprostřed lesů, v jeskyních, na tržištích, na plážích, ve městech i v každé vesnici. Malá svatyně či svatostánek je v každé domácnosti i v každém hotelu, někde i ve všech pokojích. Ve vesnicích bývají obvykle tři chrámy – Chrám předků, Chrám ochránců a Chrám mrtvých. Nejdůležitější a na nejčestnějším místě stojící je Chrám předků. Stojí co nejblíže k horám. Chrám mrtvých stojí co nejblíže k moři. Balijský chrám je tvořen dvěma až třemi nádvořími, které ohraničují zdi. Vstupní brány mají charakteristický tvar vertikálně rozštěpené věže. Vlastní svatyni představuje vnitřní dvůr. Oltáře mají několikastupňovité doškové stříšky, jejichž počet musí být lichý. Každá rodina vlastní svou malou soukromou svatyni, v níž uctívá bohy a duše zemřelých předků.

## Oběti bohům

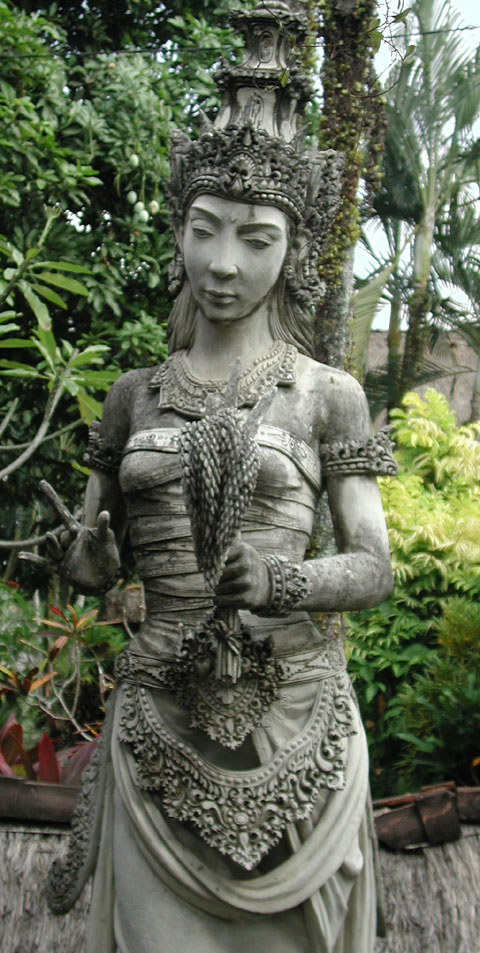
Socha Dewi Sri, bohyně rýže

Balijci věří, že celý ostrov obývají nadpřirozené bytosti. Věří, že se jejich předkové nepozorovaně vracejí zpět do domů, kde žili, a své bývalé rodiny ochraňují. Každý den jim přinášejí na zem či na oltáře tzv. oběti – malé misky z palmových listů s rýží, s květinami a s vonnými tyčinkami.

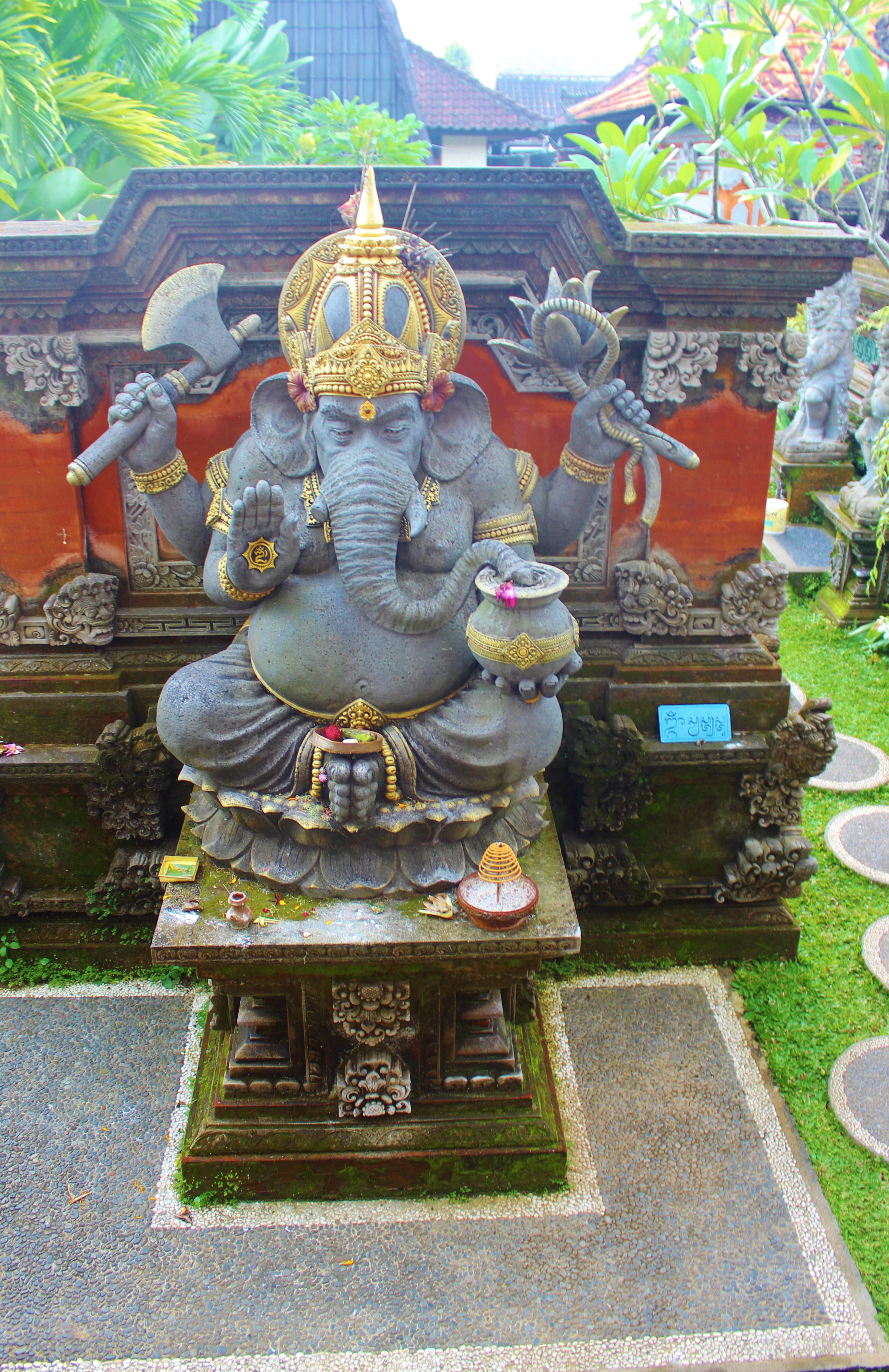
Socha Ganéši na Bali

Na ostrově Bali jsou vidět ženy, které roznášejí doma připravené obětiny po všech svatyních (svatostáncích) v domě a jeho okolí, po položení každé obětiny ve svatyni zapálí vonnou tyčinku a lehkým pohybem ruky nechají vůni vzlétnout k nebi, po čemž se krátce pomodlí a pokračují k další svatyni, kde provedou stejný rituál. Tím, že je vůně vynesena do nebe, je upozorněn příslušný dobrý či zlý bůh na to, že může sestoupit a najíst se obětovaných darů. Poté je obětina zpravidla sežrána kočkami, psy, ptáky, či pošlapána na zemi či rozježděna auty. Dobrým bohům jsou obětiny dávány na oltáře, ale zlým bohům se dávají na zem. Tento rituál se na Bali dodržuje už stovky let v téměř nepozměněné podobě.
Obyvatelé provincie Bali chovají ve velké úctě posvátnou horu a sopku Gunung Agung. Hora je pro obyvatele posvátná nejen kvůli výšce, ale místní k ní mají respekt i pro její aktivitu (podle nich v ní sídlí hlavní balijští bohové a bohyně). Naposledy byla sopka činná v roce 1963, v době oslav Svátku největší oběti, který se koná jen jednou za století v nejdůležitějším chrámu Pura Besakih. Ve skutečnosti je Besakih komplex třiadvaceti chrámů stojících na sedmi terasách. Součástí každého z nich jsou desítky dalších staveb a svatyní různého stáří a velikosti (nejstarší chrám byl údajně založen v 8. století). Balijci ho považují za matku všech chrámů a hlavní hinduistický svatostánek. Všechny chrámy ožívají jen o velkých svátcích, kdy ženy zkrášlí hlavní chrám obětními koši s ovocem naskládaným do úhledných pyramid, které přinášejí na hlavách.

## Balijské domy
Balijci oslavují své duchy, před zlými obehnali své domy zdí a u vchodů postavili zídky, aby zlým silám zabránili vstupu. Tradiční balijské obydlí je skupinka staveb zvaných kampung. Jednotlivé domy jsou rozmístěny podle pomyslné osy spojující posvátný vulkán Agung s mořem, přičemž čestná strana je vyhrazena pánovi domu.